# بيرلينغن
بيرلينغن (بالألمانية: Berlingen) هي بلدية سويسرية تتبع لمقاطعة فراونفيلد في كانتون تورغاو. تبلغ مساحتها 3.56 كيلومتر مربع، ويقدر عدد سكانها بـ 861 نسمة (حسب تعداد ديسمبر 2015).

## أعلام
- أدولف ديتريش
- يوهان كونراد كيرن